# Leucania latericia
Leucania latericia là một loài bướm đêm trong họ Noctuidae.